# Lista de grupos étnicos do Vietnã
A Demografia do Vietnã ou ainda, Vietname, em português europeu) é multi-étnica, com mais de cinquenta grupos étnicos (o governo vietnamita reconhece 54), cada um com seu próprio idioma, estilo de vida, e herança cultural. Muitos dos grupos étnicos locais são conhecidos coletivamente no Ocidente como Montagnard ou degar. Os maiores grupos étnicos do país são: os kinh (ou viet) 86.2%, os tay 1.9%, os tailandeses 1.7%, os Mường 1.5%, os khmer krom (Khơ Me Crộm) 1.4%, os hoa 1.1%, os Nùng 1.1%, os hmong 1%, outros 4.1% (censo de 1999).
A palavra em vietnamita para "grupo étnico" é người ("povo").

## Lista alfabética (na designação oficial vietnamita)
1. Kinh (também chamados de Viet, maior grupo étnico do Vietnã)
2. Ba Na (Bahnar)
3. Bố Y (Buyei)
4. Brâu
5. Bru-Vân Kiều
6. Chăm - descendentes do reino de Champa, no sul do Vietnã
7. Chơ Ro
8. Chu Ru (Chru)
9. Chứt - parentes dos vietnamitas, atualmente apenas 2000-4000 pessoas
10. Co
11. Cờ Ho
12. Cờ Lao (Gelao)
13. Cơ Tu
14. Cống (Cong)
15. Dao - povo yao, também conhecido como Mien; muitos falam o iu mien, e são parentes distantes dos hmong
16. Ê Đê (Rhade)
17. Gia Rai (Jarai, J'rai)
18. Giáy
19. Giẻ Triêng
20. Hà Nhì (Hani)
21. H'Mông (Hmong, Hơ-mông, Mong; conhecidos antigamente como Mèo, e conhecidos como Miao na China)
22. Hoa (chineses)
23. Hrê (H're)
24. Kháng
25. Khmer Krom (Khmer, Khơ Me Crộm)
26. Khơ Mú (Khmu)
27. La Chí
28. La Ha
29. La Hủ
30. Lao - povo do Laos
31. Lô Lô (Lo Lo, Yi)
32. Lự
33. Mạ
34. Mảng
35. M'Nông
36. Mường - próximos aos Kinh vietnamitas, formam a outra parte do ramo Viet-Muong das subfamília viética
37. Ngái (chineses, classificados separadamente dos Hoa)
38. Nùng
39. Ơ Đu
40. Pà Thẻn
41. Phù Lá
42. Pu Péo
43. Ra Glai (Raglai)
44. Rơ Măm
45. Sán Chay (San Chay, Cao Lan)
46. Sán Dìu (San Diu, chineses, classificados separadamente dos Hoa)
47. Si La
48. Tà Ôi (Ta Oi)
49. Tày (Tay) - maior minoria étnica no Vietnã
50. Thái (tailandeses)
51. Thổ (Tho) - parentes dos Kinh vietnamitas
52. Xinh Mun (Xinh-mun)
53. Xơ Đăng (Sedang, Xo Dang)
54. Xtiêng (Stieng)

## Lista por grupos linguísticos
1. Mon-Khmer - Kinh (Viet), Ba Na (Bahnar), Brâu, Bru-Vân Kiều, Chơ Ro, Chứt, Co, Cờ Ho, Cơ Tu, Giẻ Triêng, Hrê (H're), Kháng, Khmer Krom (Khmer, Khơ Me Crộm), Khơ Mú (Khmu), Mạ, Mảng, M'Nông, Mường, Ơ Đu, Rơ Măm, Tà Ôi (Ta Oi), Thổ (Tho), Xinh Mun (Xinh-mun), Xơ Đăng (Sedang, Xo Dang), e Xtiêng (Stieng).
2. Tay-Thai - Bố Y (Buyei), Giáy, Lao, Lự, Nùng, Sán Chay (San Chay, Cao Lan), Tày (Tay), e Thái (tailandeses)
3. Tibeto-birmanês - Cống (Cong), Hà Nhì (Hani), La Hủ, Lô Lô (Lo Lo, Yi), Phù Lá, and Si La
4. Malaio-polinésio - Chăm, Chu Ru (Chru), Ê Đê (Rhade), Gia Rai (Jarai, J'rai), e Ra Glai (Raglai)
5. Kadai - Cờ Lao (Gelao), La Chí, La Ha, e Pu Péo
6. Mong-Dao - Dao (Yao), H'Mông (Hmong, Hơ-mông, Mong; conhecidos anteriormente como Mèo), e Pà Thẻn
7. Han - Hoa (chineses), Ngái, e Sán Dìu (San Diu)

## Grupos étnicos excluídos da lista oficial do governo vietnamita
1. Nguồn - possivelmente o grupo Mường, oficialmente classificado como um grupo Việt (Kinh) pelo governo, e os próprios Nguồn se identificam com a etnia Việt; seu idioma pertence ao ramo Viet-Muong da subfamília viética.
2. Pessoas de origem européia, norte-americana ou australiana. Muitas ocidentais residem no Vietnã como trabalhadores expatriados, e muitos se estabeleceram permanentemente no país, frequentemente através do casamento.